# Baakdeel-Rantum/Sylt
Baakdeel-Rantum/Sylt ist ein Naturschutzgebiet in den schleswig-holsteinischen Gemeinde Sylt im Kreis Nordfriesland.
Das rund 242 Hektar große Naturschutzgebiet ist unter der Nummer 98 in das Verzeichnis der Naturschutzgebiete des Ministeriums für Energiewende, Landwirtschaft, Umwelt, Natur und Digitalisierung eingetragen. Es wurde 1979 ausgewiesen (Datum der Verordnung: 5. März 1979). Das Naturschutzgebiet ist gleichzeitig Bestandteil des FFH-Gebietes „Dünenlandschaft Süd-Sylt“ und des EU-Vogelschutzgebietes „Ramsar-Gebiet Schleswig-Holsteinisches Wattenmeer und angrenzende Küstengebiete“. Im Süden grenzt es an das Naturschutzgebiet „Rantumer Dünen/Sylt“ sowie an das sich östlich erstreckende Naturschutzgebiet „Nordfriesisches Wattenmeer“. Im Norden liegt das Naturschutzgebiet „Rantumbecken“ östlich des Naturschutzgebietes. Zuständige untere Naturschutzbehörde ist der Kreis Nordfriesland.
Das Naturschutzgebiet erstreckt sich entlang der Westküste der Insel Sylt nördlich und südlich von Rantum und stellt die Dünenlandschaft in diesem Bereich unter Schutz. Südlich von Rantum erstreckt sich das Naturschutzgebiet auch auf die Salzwiesen auf der Ostseite der Insel. Das Naturschutzgebiet wird vom Söl’ring Foriining–Sylter Verein betreut.